# Catedral de Cristo Rey (Ende)
La Catedral de Cristo Rey o simplemente Catedral de Ende (en indonesio: Gereja Katedral Kristus Raja) es el nombre que recibe un edificio religioso afiliado a la Iglesia Católica que se encuentra ubicado en la ciudad de Ende en la regencia del mismo nombre en la provincia de Nusa Tenggara Este en la isla Flores al sur del país asiático de Indonesia.
El templo sigue el rito romano o latino y es la iglesia matriz de la arquidiócesis de Ende (Archidioecesis Endehenus o Keuskupan Agung Ende) que empezó como prefectura apostólica en 1913 y fue elevada a su actual estatus en 1961 mediante la bula "Quod Christus" del papa Juan XXIII.
Se encuentra bajo la responsabilidad pastoral del arzobispo Vincentius Sensi Potokota.